# Bojanský kostel
Bojanský kostel (bulharsky Боянска църква) je středověký kostel bulharské pravoslavné církve, který leží na samém okraji Sofie, hlavního města Bulharska. Východní křídlo kostela bylo zbudováno v pozdním 10. a na počátku 11. století. V roce 1979 byl kostel zařazen ke světovému dědictví UNESCO.